# Philharmonie der Republik Komi

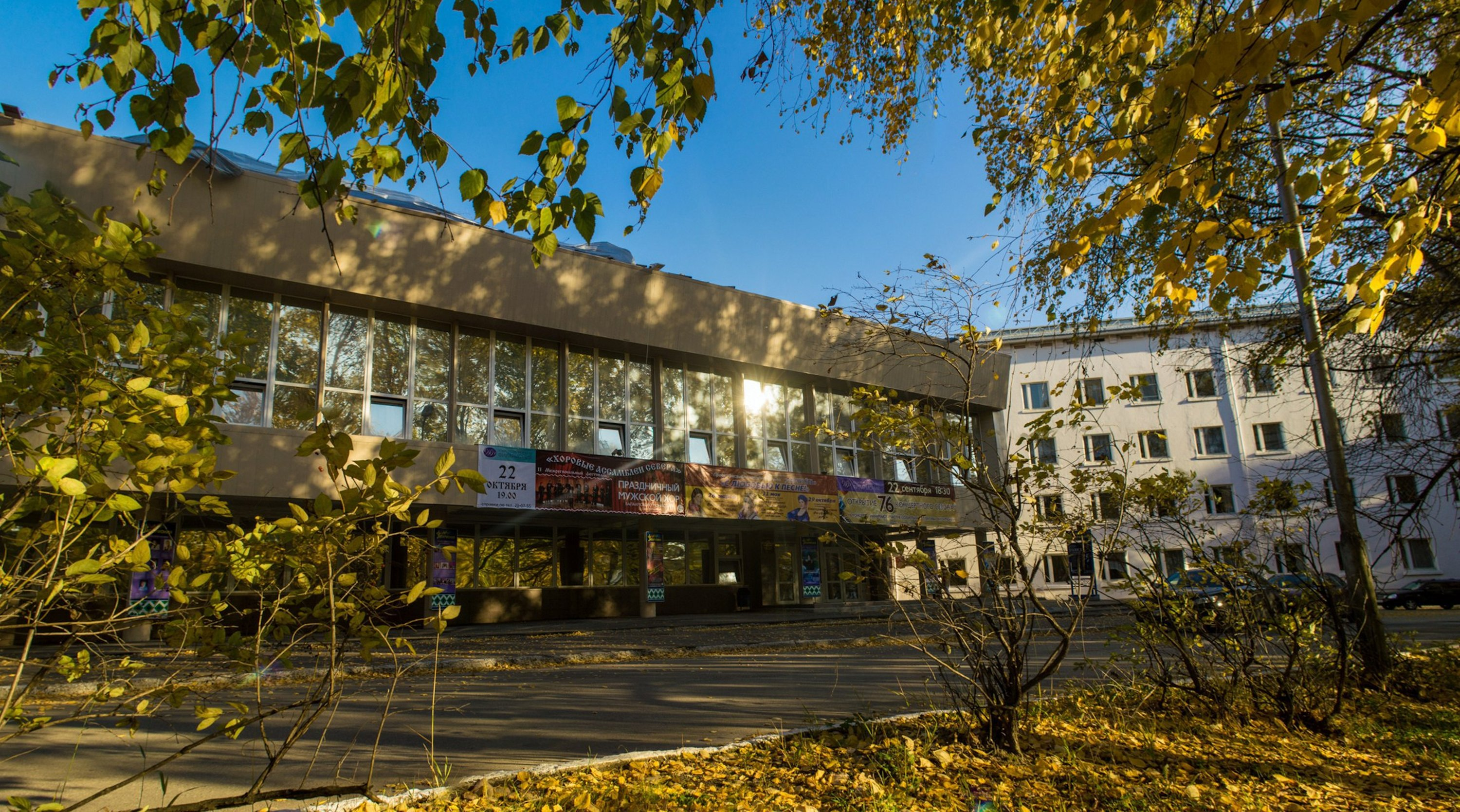
Philharmonie der Republik Komi

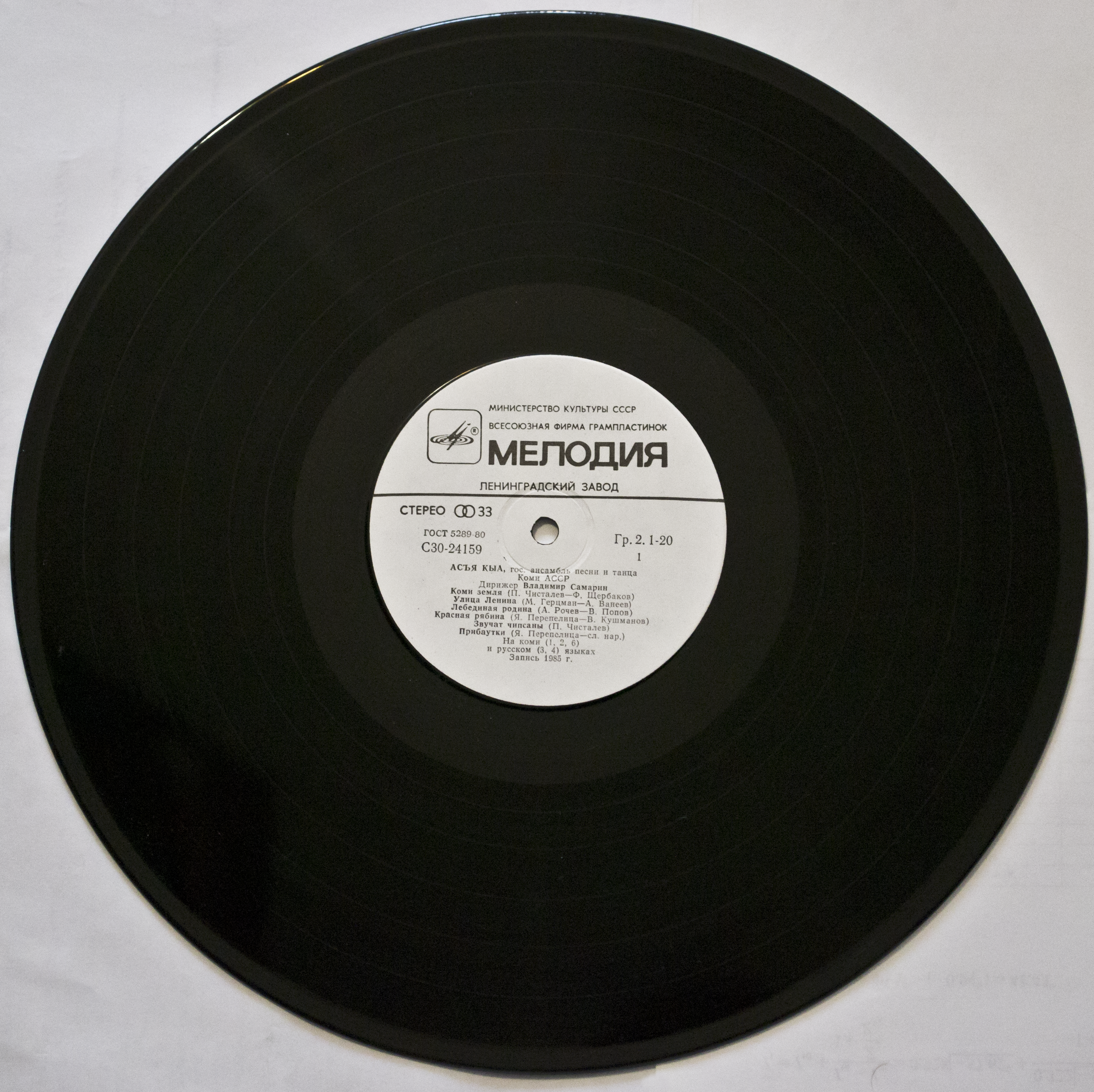
Schallplatte des Ensembles "Asja Kya" (1986)

Die Philharmonie der Republik Komi (russisch Коми республиканская филармония / Komi respublikanskaja filarmonija, wiss. Transliteration Komi respublikanskaja filarmonija) ist eine Staatliche autonome Einrichtung der Republik Komi. Es ist deren einzige große staatliche Konzertorganisation.
Die Philharmonie befindet sich in der Hauptstadt Syktywkar. Sie ist Initiator und Organisator großer russischer Kulturprojekte. In ihr finden Regierungskonzerte und internationale, russlandweite und republikweite Festivals sowie Abonnementskonzerte statt.
Derzeit umfasst die Philharmonie vier Berufsensembles: Das Staatliche Wiktor-Morosow-Ensemble für Gesang und Tanz der Republik Komi "Asja Kya" / Асъя кыа ("Morgenröte"), das Volksmusikensemble "Sarin El" / Зарни ёль ("Goldener Bach"), das Ensemble für Instrumentalmusik "Inspiration" (Вдохновение / Wdochnowenije) sowie das Unterhaltungs- und Jazzensemble.
Zu den Solisten zählen Alexei Moissejenko (Volkskünstler der Republik Komi), Fjodor Swjatowez (Verdienter Künstler der Republik Komi) und andere.
Das Ensemble "Asja Kja" gilt als eine Visitenkarte der Kultur der Republik Komi und ist auf vielen internationalen Festivals vertreten, beispielsweise ist es eines der teilnehmenden Ensembles der Russischen Jahreszeiten.